# Aidan Moffat

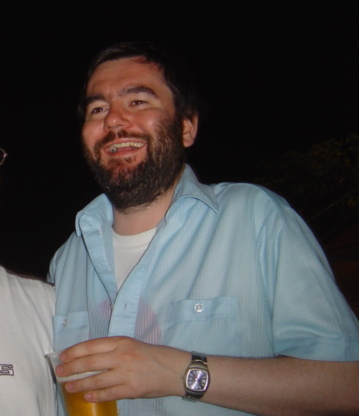
Aidan Moffat

Aidan John Moffat (* 10. April 1973 in Falkirk) ist ein schottischer Musiker und Sänger. Bekannt wurde er an der Seite von Malcolm Middleton als Sänger der Band Arab Strap.

## Werdegang
Moffat wuchs im schottischen Falkirk auf. Im Alter von 17 Jahren brach er seine Schulausbildung ohne Abschluss ab und arbeitete fortan in einem Schallplattengeschäft. Ab 1995 begann er gemeinsam mit Malcolm Middleton in der Band Arab Strap zu musizieren. Ab 2002 begann er eine Solokarriere und veröffentlichte unter dem Künstlernamen Lucky Pierre sein Debütalbum Hypnogogia. Seit zweites Album erschien unter dem Künstlernamen L. Pierre. 2007 veröffentlichte er unter seinem bürgerlichen Namen das Album I Can Hear Your Heart, das gesprochene erotische Gedichte, die von Klangcollagen unterlegt sind, enthält.
Moffat ist insbesondere für seine üppige Gesichtsbehaarung bekannt.
Moffat lebt im Glasgower Stadtteil Hyndland.

## Diskografie
- 2002: Hypnogogia
- 2005: Touchpool
- 2007: Dip Melodic
- 2007: I Can Hear Your Heart
- 2009: How To Get To Heaven From Scotland
- 2011: Everything's Getting Older (mit Bill Wells)
- 2013: The Island Come True (als L. Pierre)
- 2013: The Eternalist (als L. Pierre)
- 2015: Vagrants_09_14
- 2015: The Most Important Place in the World (mit Bill Wells)
- 2016 Where You're Meant To Be (Live Album)
- 2018: Here Lies the Body (mit RM Hubbert) auf Rock Action Records